# Roland Van De Rijse
Roland Van De Rijse (Beernem, 2 d'agost de 1942) va ser un ciclista belga, que fou professional entre 1966 i 1971. Com amateur, va participar en els Jocs Olímpics de 1964.

## Palmarès
- 1966
- 1r al Gran Premi Marcel Kint
- 1967
- 1r al Gran Premi de la vila de Zottegem

### Resultats al Tour de França
- 1965. 59è de la classificació general

### Resultats a la Volta a Espanya
- 1967. 61è de la classificació general
- 1969. 66è de la classificació general

### Resultats al Giro d'Itàlia
- 1968. 93è de la classificació general